# نزغوار (غافروبارمون)
نزغوار (بالفارسية: نزگوار) هي قرية تقع في إيران في هرمزغان. يقدر عدد سكانها بـ 59 نسمة بحسب إحصاء 2016.